# Santa Bárbara (Ponta Delgada)
Santa Bárbara ist eine portugiesische Gemeinde (Freguesia) im Kreis (Município) von Ponta Delgada auf der Azoreninsel São Miguel. In ihr leben 846 Einwohner (Stand 19. April 2021).